# Richard Nguema
Richard Nguema Balboa (Madrid, España, 7 de febrero de 1988) es un baloncestista hispano-ecuatoguineano que juega como base para el Club de Baloncesto Conejero de la Liga Española de Baloncesto Aficionado y para la selección de Guinea Ecuatorial. Empezó su carrera en el Real Madrid de Baloncesto, perteneciendo al club desde la categoría de cadete. 

## Características como jugador y vida personal
Nguema es un jugador talentoso con grandes habilidades atléticas, muy buen defensor y gran penetrador y tirador.
Nació en Madrid, España, siendo su padre un diplomático de Guinea Ecuatorial. Por ello, posee doble nacionalidad como español y ecuatoguineano.
Su primo, Javier Ángel Balboa, es un futbolista profesional internacional, también nacido en Madrid.

## Trayectoria profesional
Nguema llegó al Real Madrid en edad cadete, debutando con el primer equipo en Liga ACB el 14 de mayo de 2006, de la mano de Bozidar Maljkovic, a la edad de 18 años. La temporada siguiente disputó con el Real Madrid las tres competiciones, proclamándose campeón de la Liga ACB 2006-07 y de la Copa ULEB 2006-07, además de subcampeón de la Copa del Rey de baloncesto 2007.
La llegada de Sergio Llull al Real Madrid provocó que se redujeran los minutos de Nguema con el primer equipo, por lo que en el verano de 2008 firmó con el otro equipo de la capital española, el Club Baloncesto Estudiantes.
Tras dos temporadas en el Estudiantes, la temporada 2010/11 fichó por el Obradoiro CAB para disputar la LEB Oro, logrando el ascenso directo a Liga ACB y la victoria en la Copa del Príncipe de Asturias de baloncesto de 2011, a las órdenes de Moncho Fernández. Nguema renovó una temporada más por el equipo gallego, logrando la permanencia en la Liga ACB 2011-12 por primera vez en la historia del equipo compostelano. Acabarían la liga regular con 13 victorias y 21 derrotas, finalizando en la decimotercera posición.
Posteriormente, ha jugado en el Cáceres Ciudad del Baloncesto y en Malabo Kings y The Panthers, equipos de la primera división de Guinea Ecuatorial, el país originario de su familia.
En 2017 firmó por el equipo Cañeros del Este, de la Liga Nacional de Baloncesto de República Dominicana, la principal liga de baloncesto del país.

### Equipos
- 2004-06  Júnior Real Madrid – Disputó un partido en Liga ACB.
- 2006-08  Real Madrid Baloncesto - LEB2/ACB/ULEB Cup/Copa del Rey.
- 2008-10  CB Estudiantes - EBA/ACB.
- 2010-12  Obradoiro CAB - LEB Oro/ACB.
- 2012-13  Cáceres Ciudad del Baloncesto
- 2013-15  Malabo Kings
- 2015-2016  Cáceres Ciudad del Baloncesto
- 2016-2017  The Panthers
- 2017-2018  Cañeros del Este
- 2018-  CB Conejero Liga EBA

## Selección nacional
Nguema ha competido con España en diversas categorías inferiores, logrando la medalla de bronce en el Campeonato de Europa Sub-18 de 2006, disputado en Grecia.
También participó en el Campeonato Mundial de Baloncesto Sub-19 de 2007, disputado en Serbia.

## Palmarés

### Real Madrid
- Liga ACB 2006-07: Campeón
- Copa ULEB 2006-07: Campeón
- Copa del Rey de baloncesto 2007: Subcampeón
- Campeonato de España Júnior 2006: Subcampeón

### Obradoiro CAB
- 2010-11 LEB Oro: Campeón y ascenso a ACB
- 2010-11 Copa del Príncipe: Campeón

### Selección nacional
- Campeonato de Europa Sub-18 Grecia 2006: